# 더 퍼지 (영화)
《더 퍼지》(영어: The Purge)는 2013년 공개된 미국의 디스토피아 액션 공포 영화이다. 제임스 디모너코가 연출하는 '더 퍼지' 시리즈의 첫 작품이다.
속편 《더 퍼지: 거리의 반란》(2014)으로 이어진다.

## 줄거리
사상 최저 실업률과 범죄율 단 1%의 미국, 그 완벽한 모습 뒤엔 매년 3월 1일 단 하루 12시간 동안 살인은 물론 어떤 범죄도 허용되는 ‘퍼지 데이’ 가 있다. 그날은 모든 공권력이 무력화되고 오직 폭력과 잔혹한 본능만이 난무한다.
제임스(이선 호크 분)는 가족을 위해 최첨단 보안 시스템을 가동해 혹시 모를 위험에 대비하지만, 한순간의 방심으로 쫓기던 낯선 남자를 집으로 들이면서 끔찍한 ‘퍼지 데이’의 밤이 시작된다.

## 출연

### 샌딘가
- 이선 호크 - 제임스 샌딘 역
- 리나 히디 - 메리 샌딘 역
- 맥스 버크홀더 - 찰리 샌딘 역
- 애드레이드 케인 - 조이 샌딘 역

### 이웃
- 아리아 버레이키스 - 그레이스 페린 역
- 톰 이 - 캘리 씨 역
- 크리스 멀키 - 핼버슨 씨 역

### 퍼저
- 리스 웨이크필드 - 예의 바른 대장 역
- 존 웨슬카우치 - 끼어드는 프리크 퍼저 역
- 얼리샤 벨라베일리 - 금발 프리크 퍼저 역

### 그 외
- 에드윈 호지 - 블러디 스트레인저 역
- 토니 올러 - 헨리 역
- 캐런 스트래스먼 - 뉴스 진행자 역